# Quercus subg. Cerris
Quercus subgenus Cerris є одним із двох підродів, на які рід Quercus був розділений у класифікації 2017 року (інший підрід Quercus). Він містить близько 140 видів, розділених на три секції. Його можна назвати кладою Старого Світу або кладою середніх широт; всі види є вихідцями з Євразії та Північної Африки.

## Опис
Як і всі види Quercus, представники підроду Cerris — дерева чи кущі з жолудеподібними плодами, у яких чашечка покриває принаймні основу горіха. Члени підроду Cerris відрізняються від представників підроду Quercus декількома морфологічними ознаками, їх поділ значною мірою визначається молекулярно-філогенетичними доказами. Структура зрілого пилку є однією з особливостей, яка розрізняє два підроди: у підроді Cerris дрібні складки або зморшки (ругули) видимі або принаймні слабко затемнені, тоді як у підроді Quercus ругули закриті спорополеніном.
Два підроди також певною мірою відрізняються різним поширенням. Підрід Cerris переважно є євразійським, з кількома видами в Північній Африці, і його можна назвати кладою Старого Світу або кладою середніх широт. Підрід Quercus зустрічається в основному в Америці (хоча деякі види також зустрічаються в Євразії та Північній Африці), і його можна назвати кладою Нового Світу або кладою високих широт.

## Таксономія
Підрід Quercus Cerris вперше був встановлений Андерсом Сандое Ерстедом у 1867 році. Однак його концепція та концепція пізніших дослідників, які часто зводили його до секції, була ближчою до сучасної секції Cerris, ніж ширшого опису, який є результатом молекулярно-філогенетичних досліджень, у якому підрід є одним із двох відділів роду Quercus і включає три секції.

|  | sect. Cyclobalanopsis                                       |
|  |                                                             |
|  | \| \| sect. Ilex \| \| \| \| \| \| sect. Cerris \| \| \| \| |
|  |                                                             |
|  | sect. Ilex                                                  |
|  |                                                             |
|  | sect. Cerris                                                |
|  |                                                             |

|  | sect. Ilex   |
|  |              |
|  | sect. Cerris |
|  |              |

|  | sect. Cyclobalanopsis                                       |
|  |                                                             |
|  | \| \| sect. Ilex \| \| \| \| \| \| sect. Cerris \| \| \| \| |
|  |                                                             |
|  | sect. Ilex                                                  |
|  |                                                             |
|  | sect. Cerris                                                |
|  |                                                             |

|  | sect. Ilex   |
|  |              |
|  | sect. Cerris |
|  |              |

|  | sect. Cyclobalanopsis                                       |
|  |                                                             |
|  | \| \| sect. Ilex \| \| \| \| \| \| sect. Cerris \| \| \| \| |
|  |                                                             |
|  | sect. Ilex                                                  |
|  |                                                             |
|  | sect. Cerris                                                |
|  |                                                             |

|  | sect. Ilex   |
|  |              |
|  | sect. Cerris |
|  |              |

|  | sect. Cyclobalanopsis                                       |
|  |                                                             |
|  | \| \| sect. Ilex \| \| \| \| \| \| sect. Cerris \| \| \| \| |
|  |                                                             |
|  | sect. Ilex                                                  |
|  |                                                             |
|  | sect. Cerris                                                |
|  |                                                             |

|  | sect. Ilex   |
|  |              |
|  | sect. Cerris |
|  |              |

### СекціяCyclobalanopsis
Quercus sect. Cyclobalanopsis вперше створена як рід Cyclobalanopsis Андерсом Сандое Ерстедом у 1867 році. Вперше таксон був скорочений з роду до секції Джорджем Бентамом і Вільямом Джексоном Гукером у 1880 році. Його також розглядали як підрід.
Як і всі види Quercus, представники секції Cyclobalanopsis — дерева чи кущі з жолудеподібними плодами. Тичинкові квітки розташовані вздовж осі суцвіття групами від одного до трьох, але іноді до семи. Орнаментація зрілого пилку є відмінною рисою секції: пилкові зерна мають вертикальні складки (ругули). Ніжка, яка з'єднує оцвітину з зав'яззю, має три-п'ять різних кілець. «Чашка» (cupule) навколо основи жолудя також має чіткі кільця, утворені тонкими мембранами, що також відрізняє секцію від інших дубів. Листя вічнозелене.
Розділ містить близько 90 видів, що походять з тропічної та субтропічної Азії, включаючи південні Гімалаї.

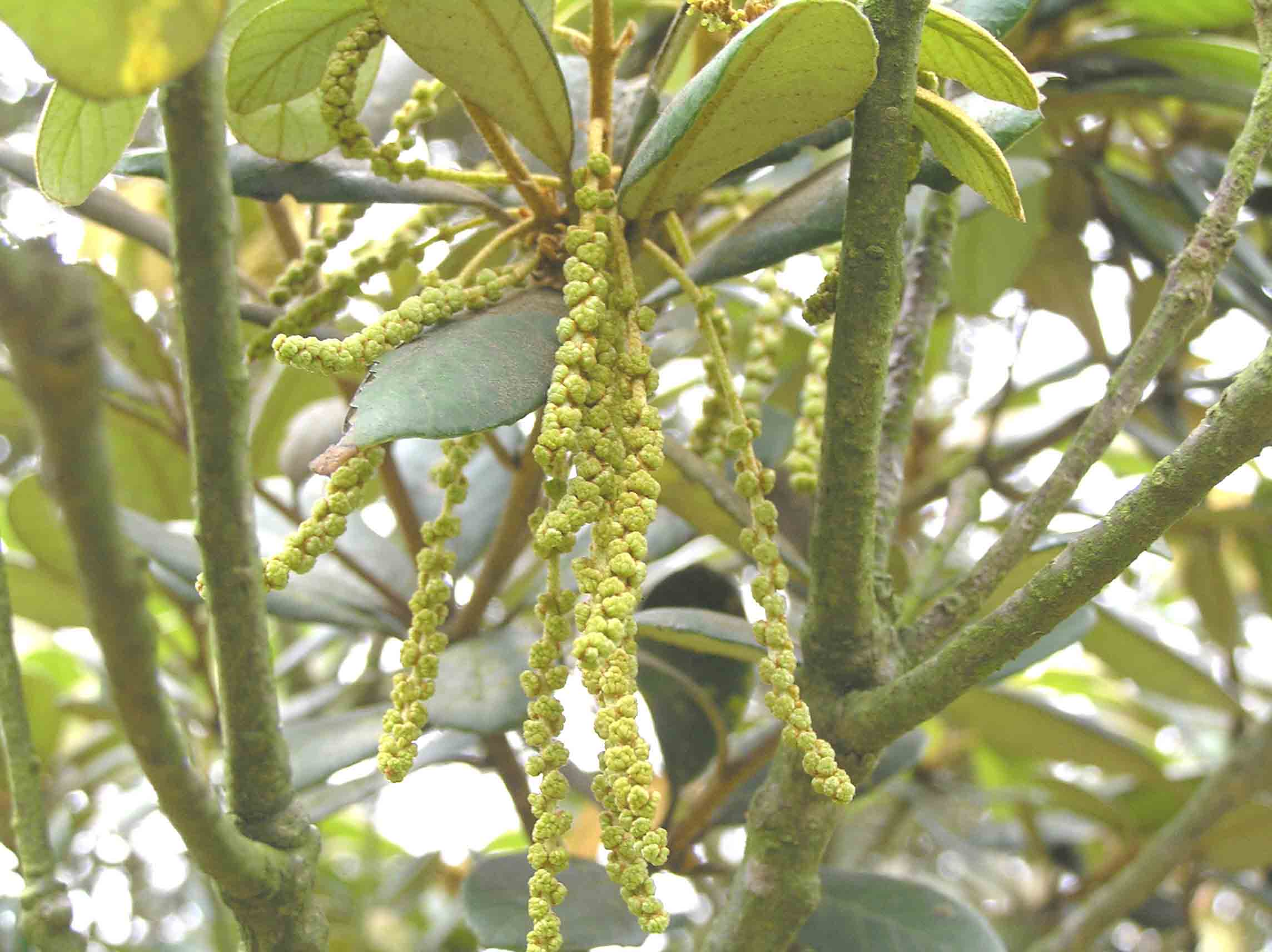
Сережки Quercus championii в Гонконгу
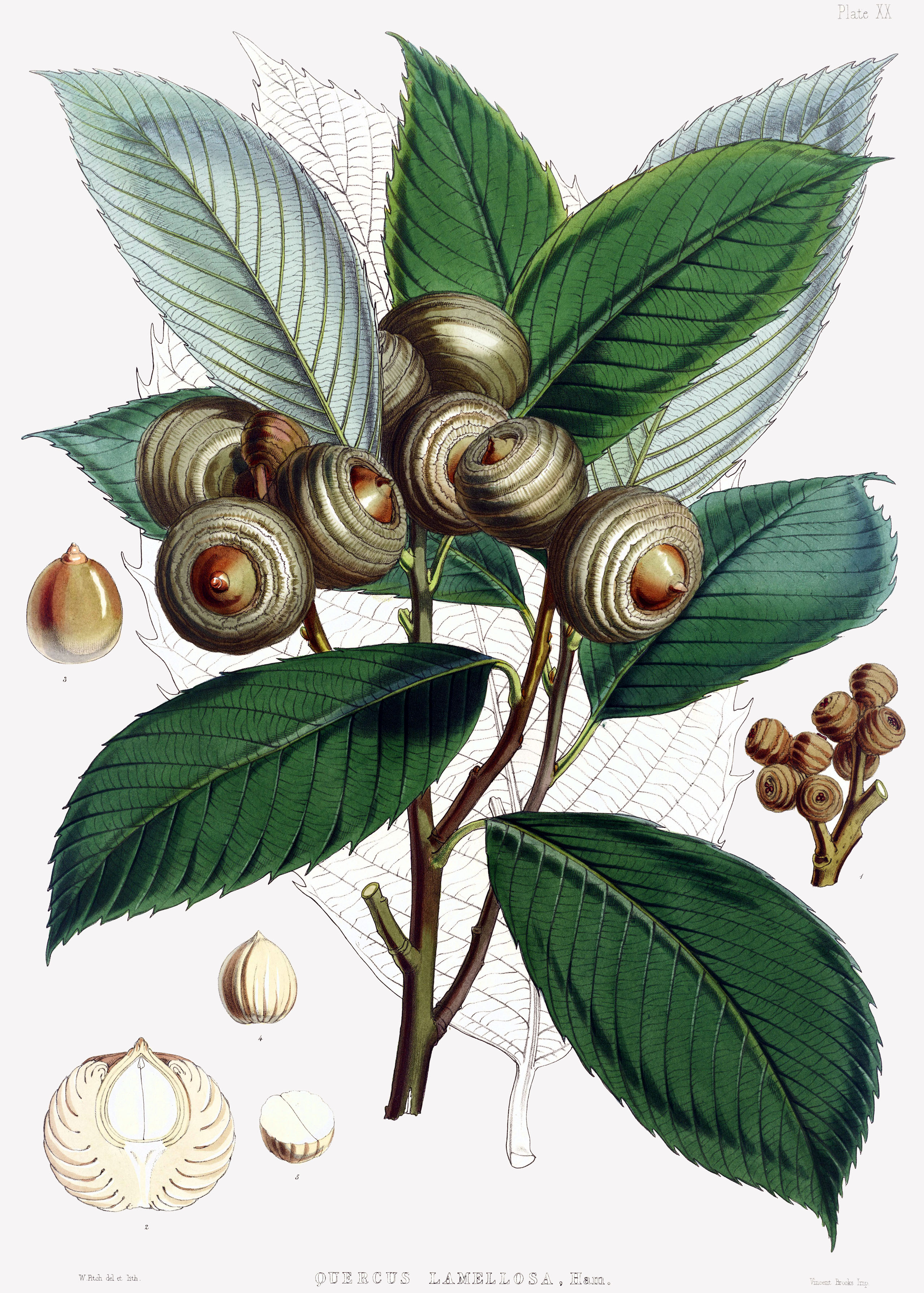
Ілюстрація Quercus lamellosa з жолудями
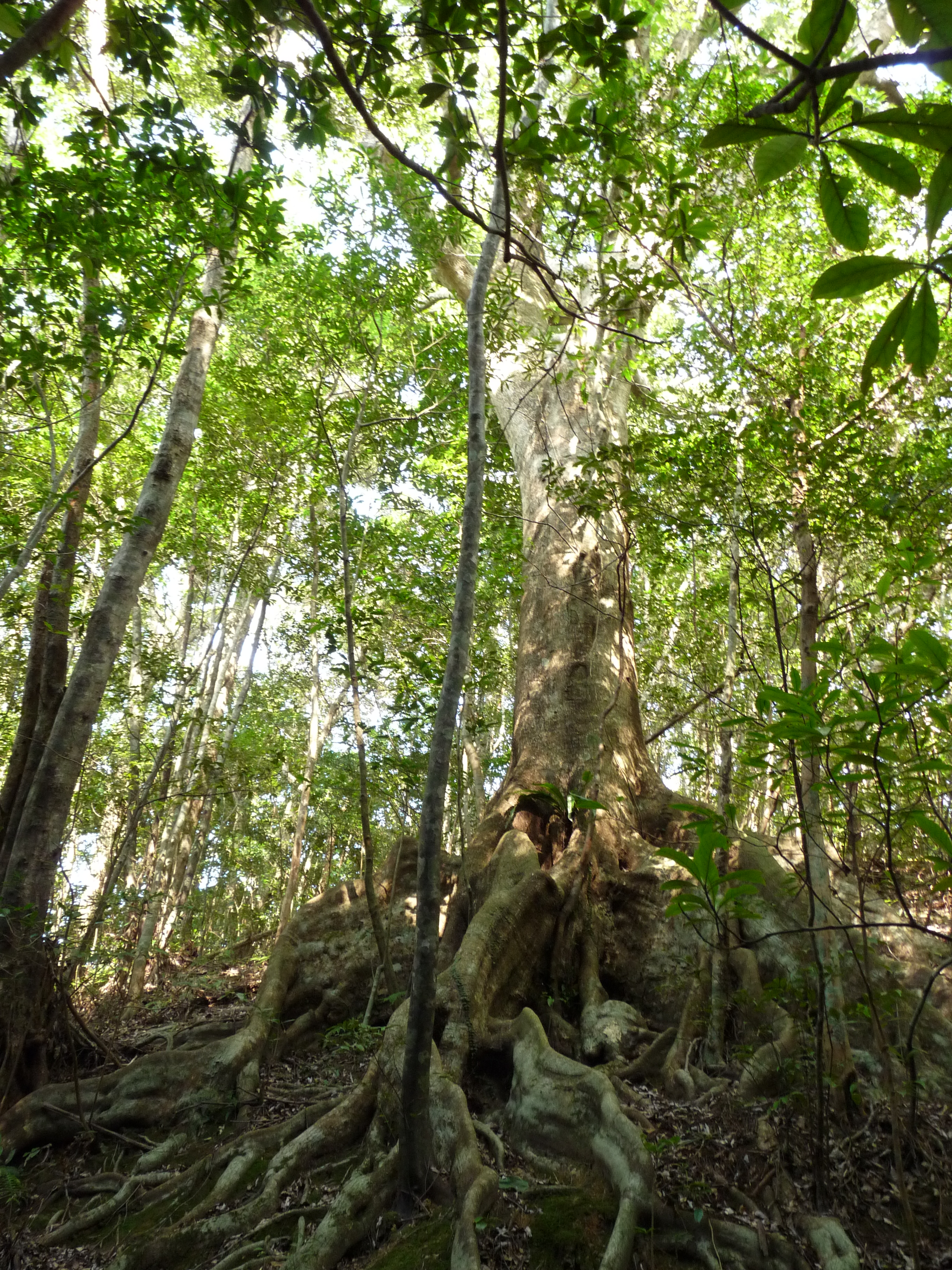
Quercus miyagii в середовищі існування
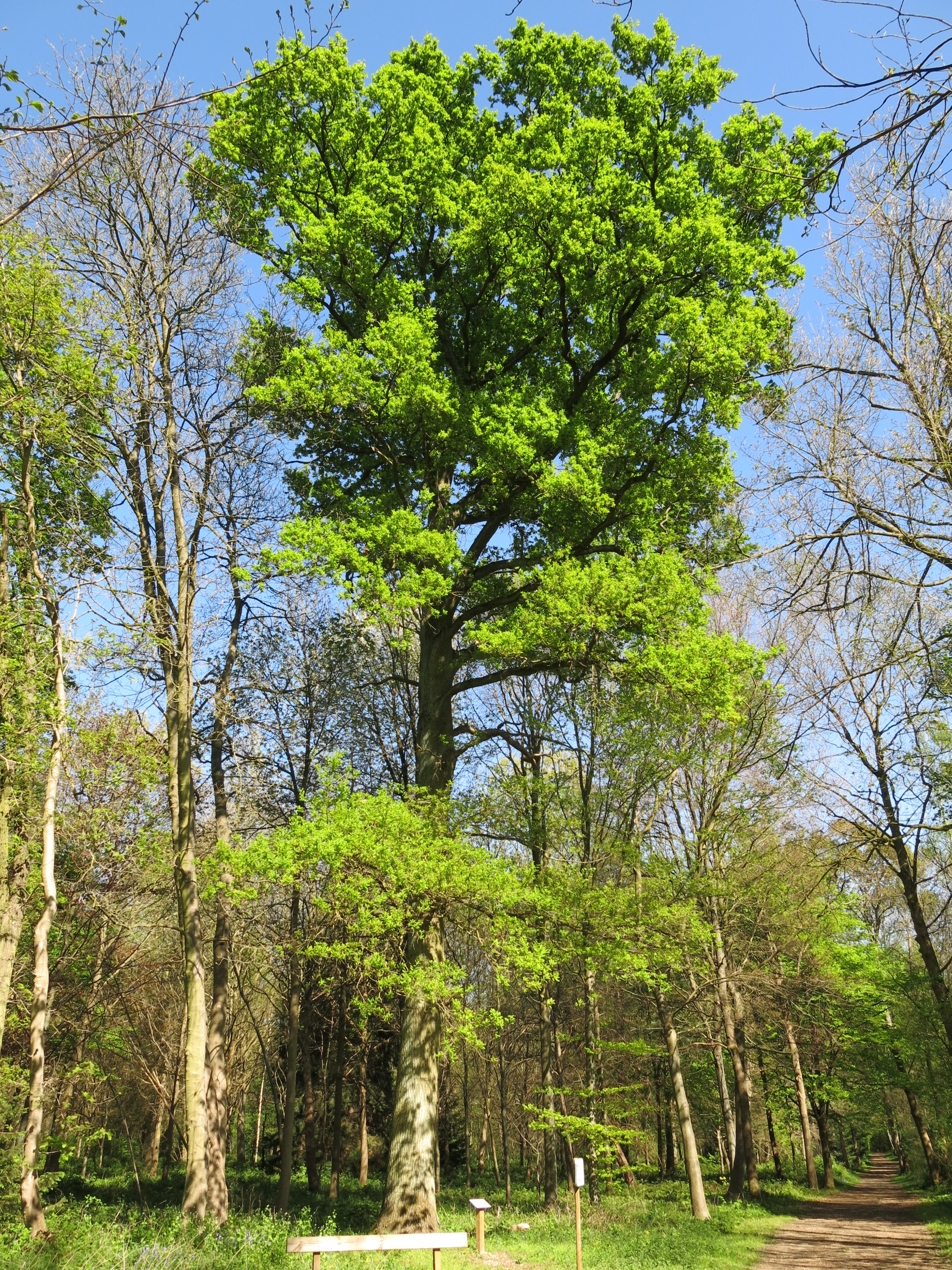
Quercus sessilifolia культивується у Франції
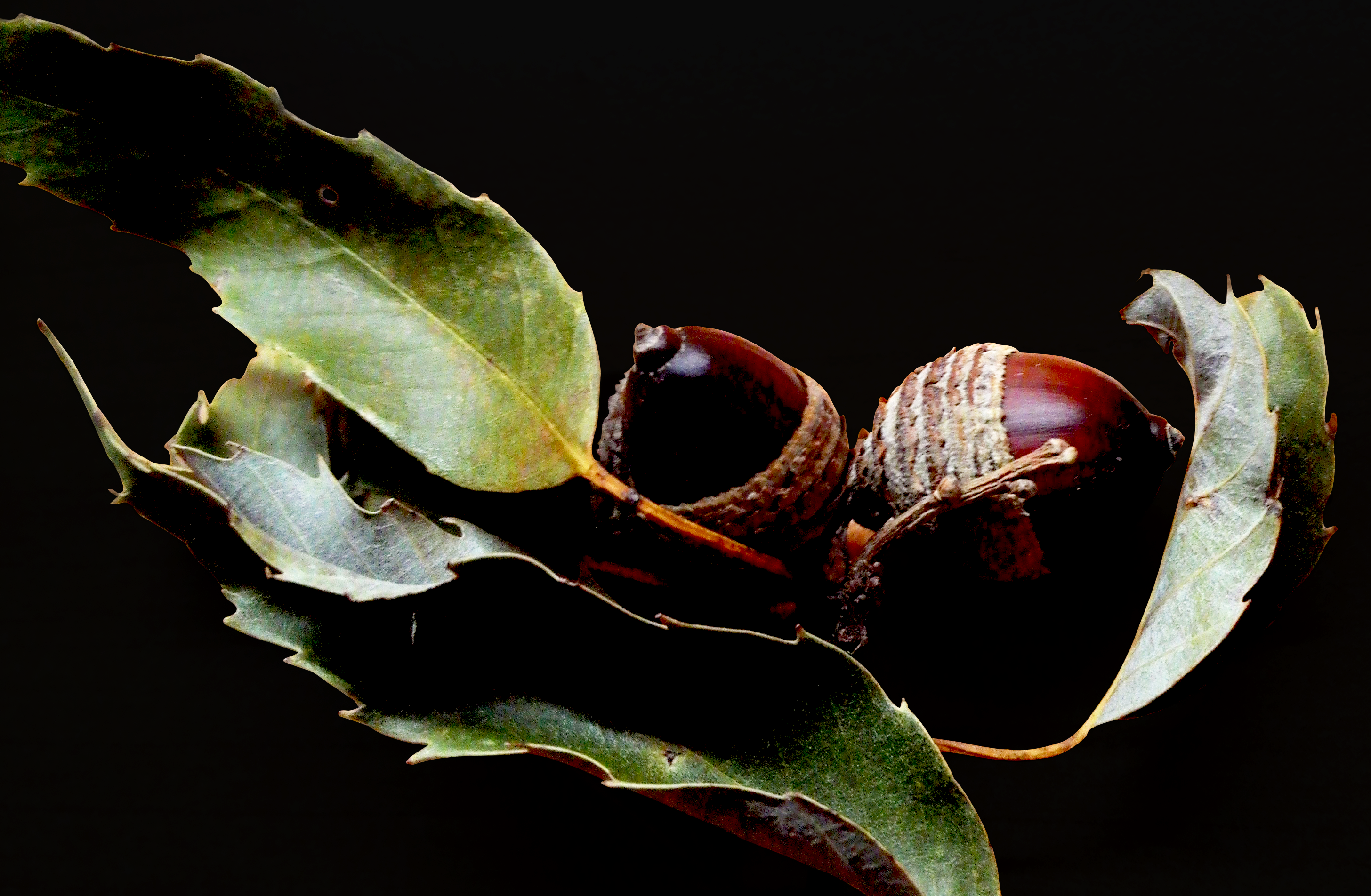
Листя та жолуді Quercus stenophylloides

### СекціяIlex
Quercus sect. Ilex вперше була створена Джоном Клаудіусом Лоудоном у 1838 році. Таксон також розглядали як підрід під назвою Quercus subg. Heterobalanus Oerst. і як підсекцію.
Як і всі види Quercus, види секції Ilex є деревами або кущами з жолудеподібними плодами. Тичинкові квітки мають від чотирьох до шести тичинок. Орнаментація зрілого пилку характерна, складається зі зморшок або складок (ругул). Жолуді дозрівають щорічно або через два роки. Чашечка жолудя має трикутну луску, зазвичай тонку і плівчасту. Зубчасті листки вічнозелені з шипами або щетинками на кінцях зубців.
У секції близько 40 видів, що походять з Євразії та Північної Африки.

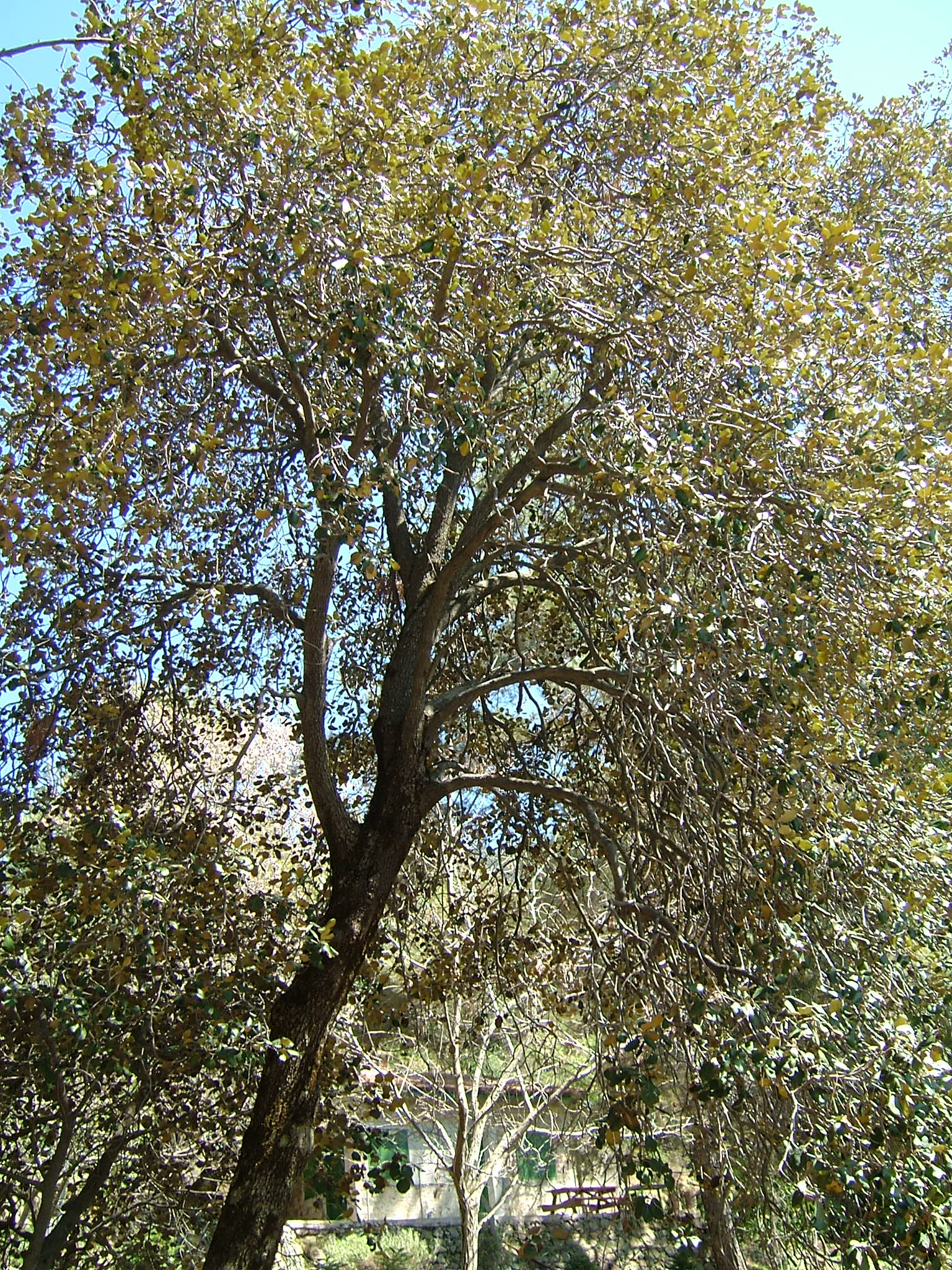
Quercus alnifolia
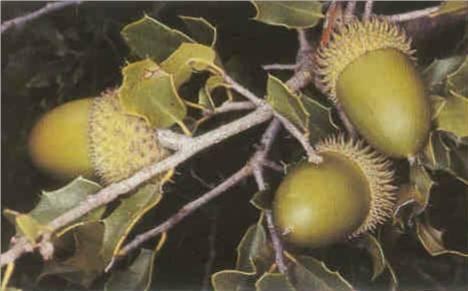
Жолуді Quercus coccifera
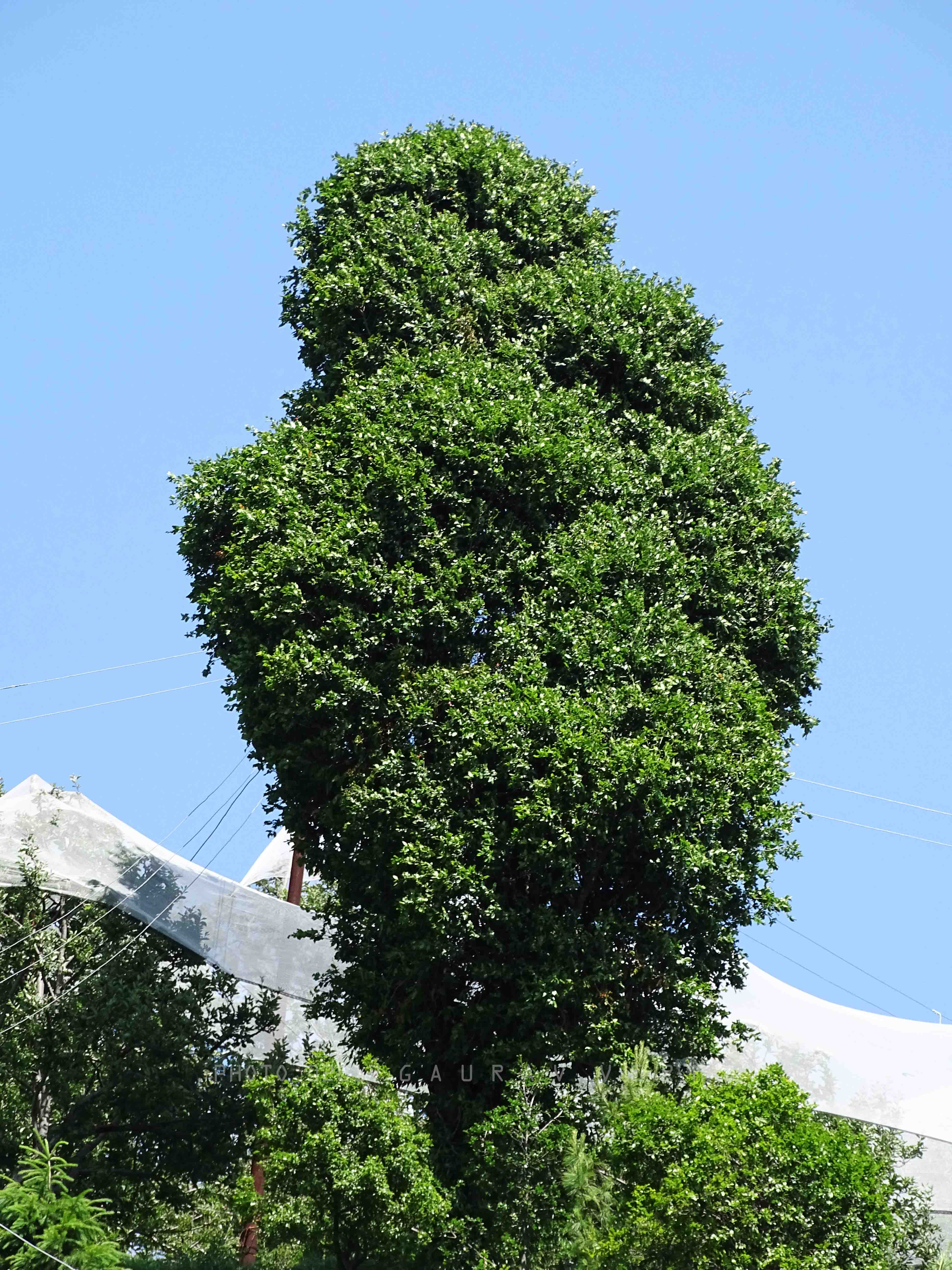
Quercus floribunda
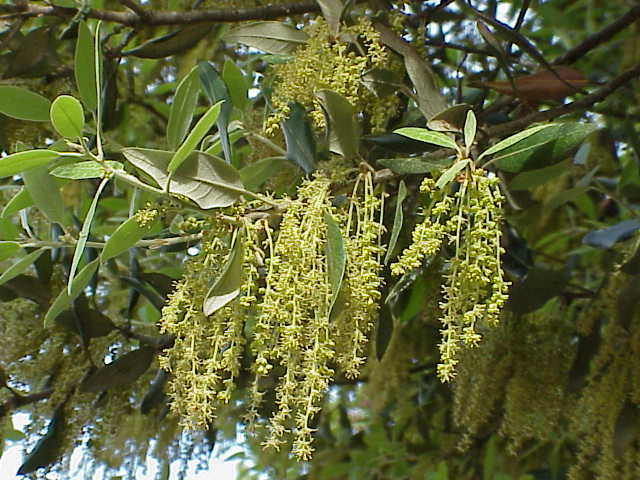
Листя і сережки Quercus ilex
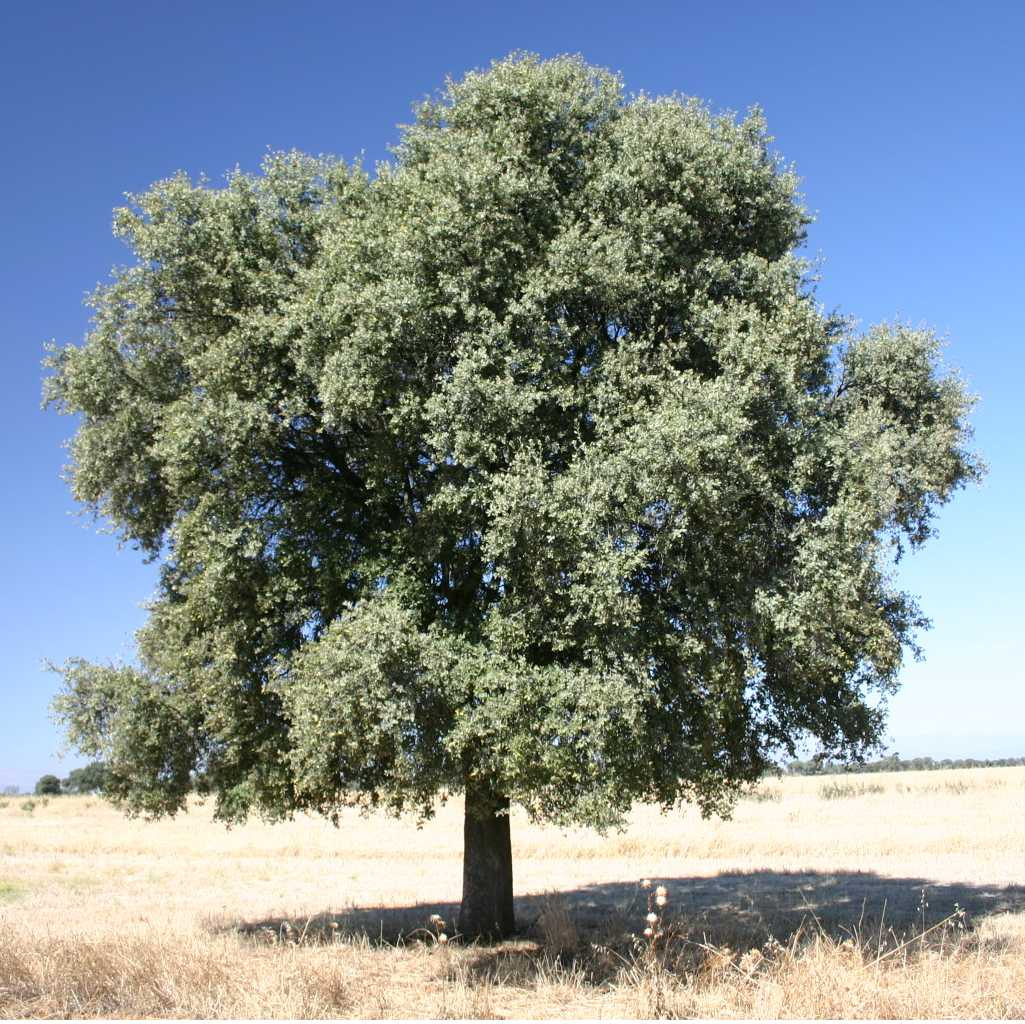
Quercus rotundifolia

### СекціяCerris
Quercus section Cerris вперше була заснована Бартелемі Чарльзом Джозефом Дюмортьє в 1829 році. Її розглядали як секцію під іншими назвами, включаючи Quercus sect. Erythrobalanopsis Oerst., Quercus sect. Castaneifolia O.Schwarz, Quercus sect. Vallonea O.Schwarz, Quercus sect. Aegilops (Reichenb.) O.Schwarz і нелегітимною назвою Quercus sect. Eucerris Oerst..
Як і всі види Quercus, види секції Cerris — дерева або кущі з жолудеподібними плодами. Тичинкові квітки мають від чотирьох до шести тичинок. Орнаментація зрілого пилку характерна, складається з розсіяних дрібних горбків (бородавчаста). Чашка жолудя має вузькотрикутну луску, потовщену, з кілем і подовженими загнутими верхівками. Лист зубчастий, як правило, із щетиноподібними розширеннями до зубців.
У Євразії та Північній Африці є близько 13 видів, зокрема й корковий дуб, Quercus suber — важливе джерело пробок для вина, серед іншого. Це єдина секція дуба з центром різноманітності в Західній Палеарктиці.

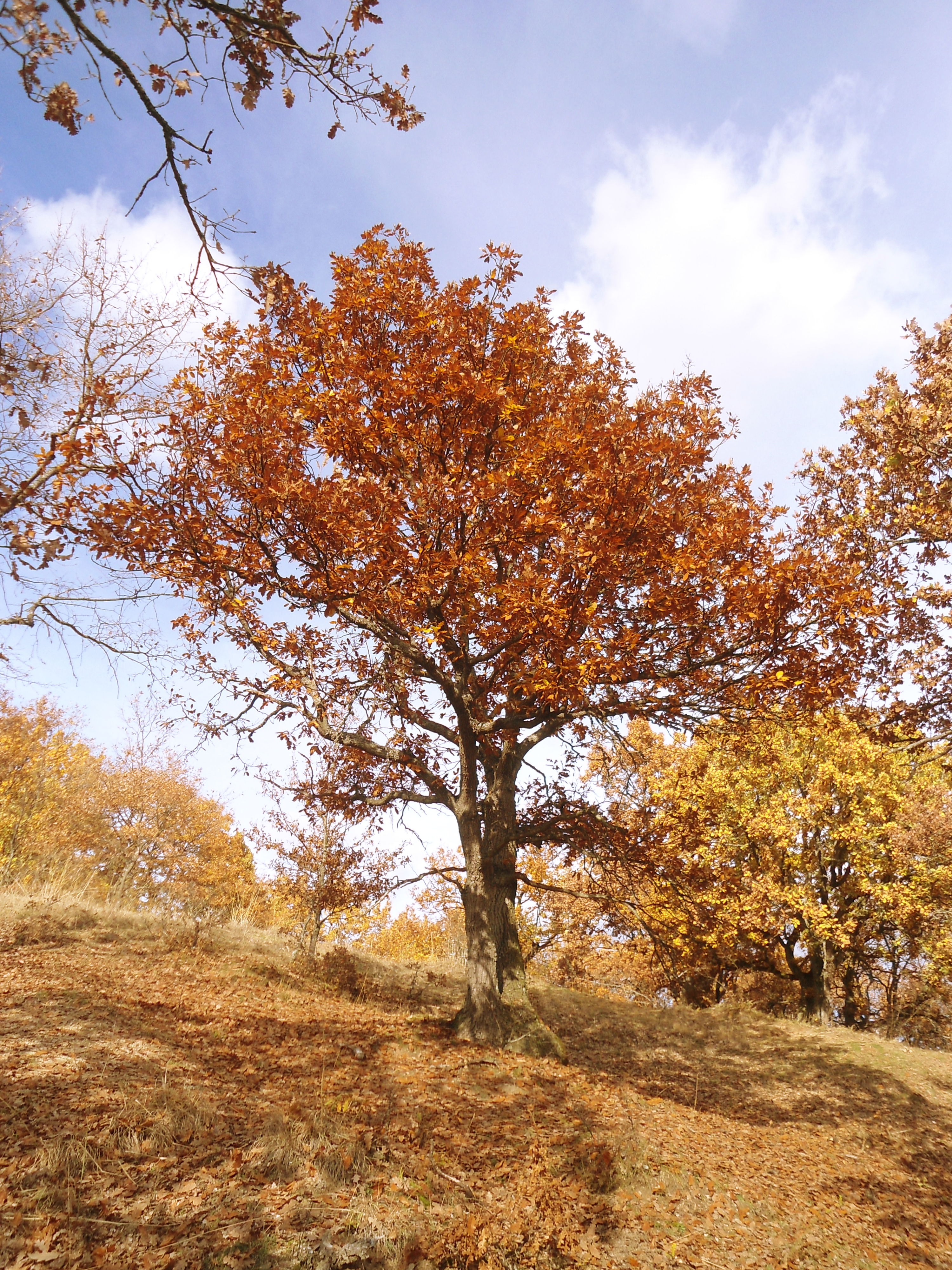
Quercus cerris восени
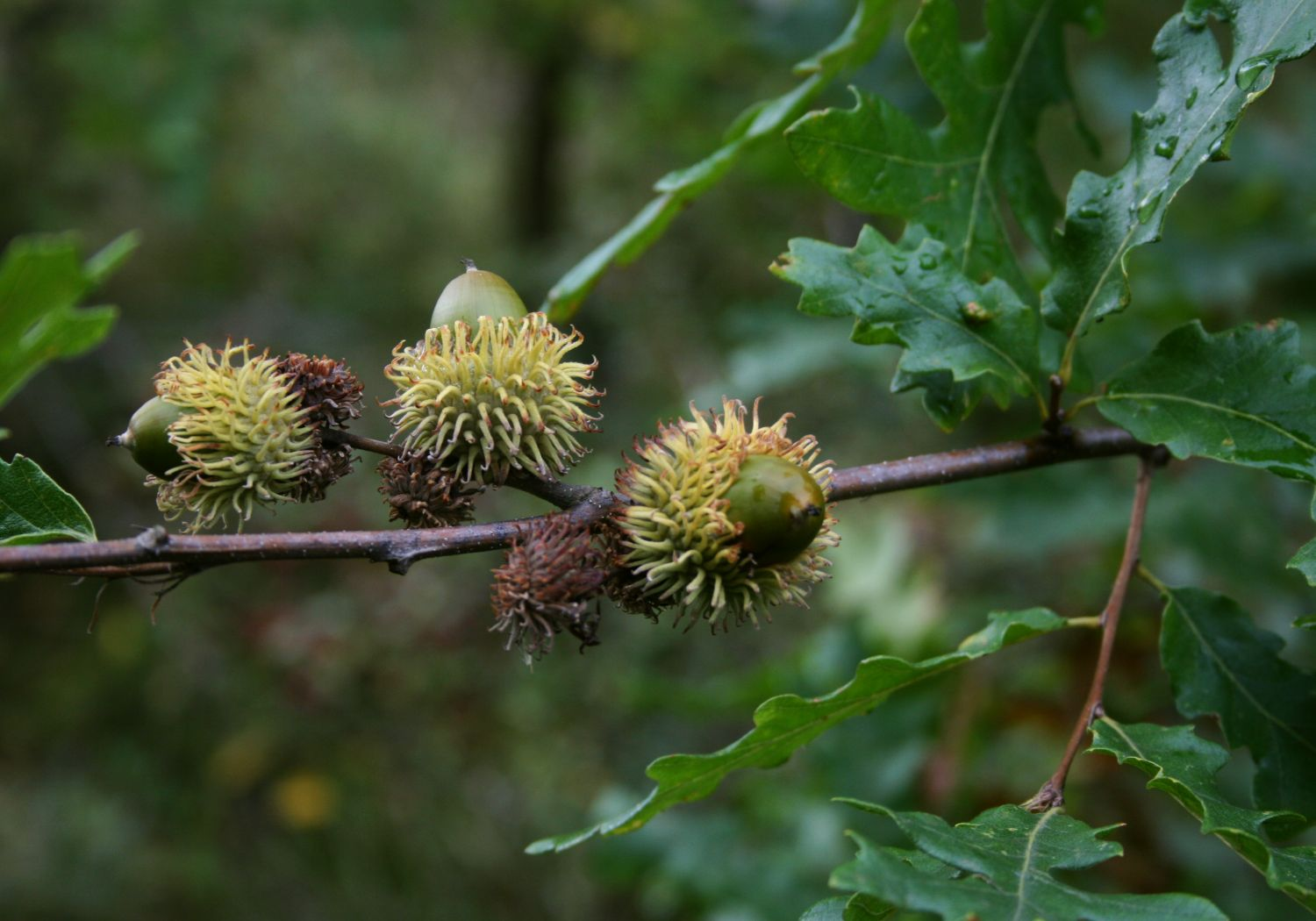
Жолуді Quercus cerris
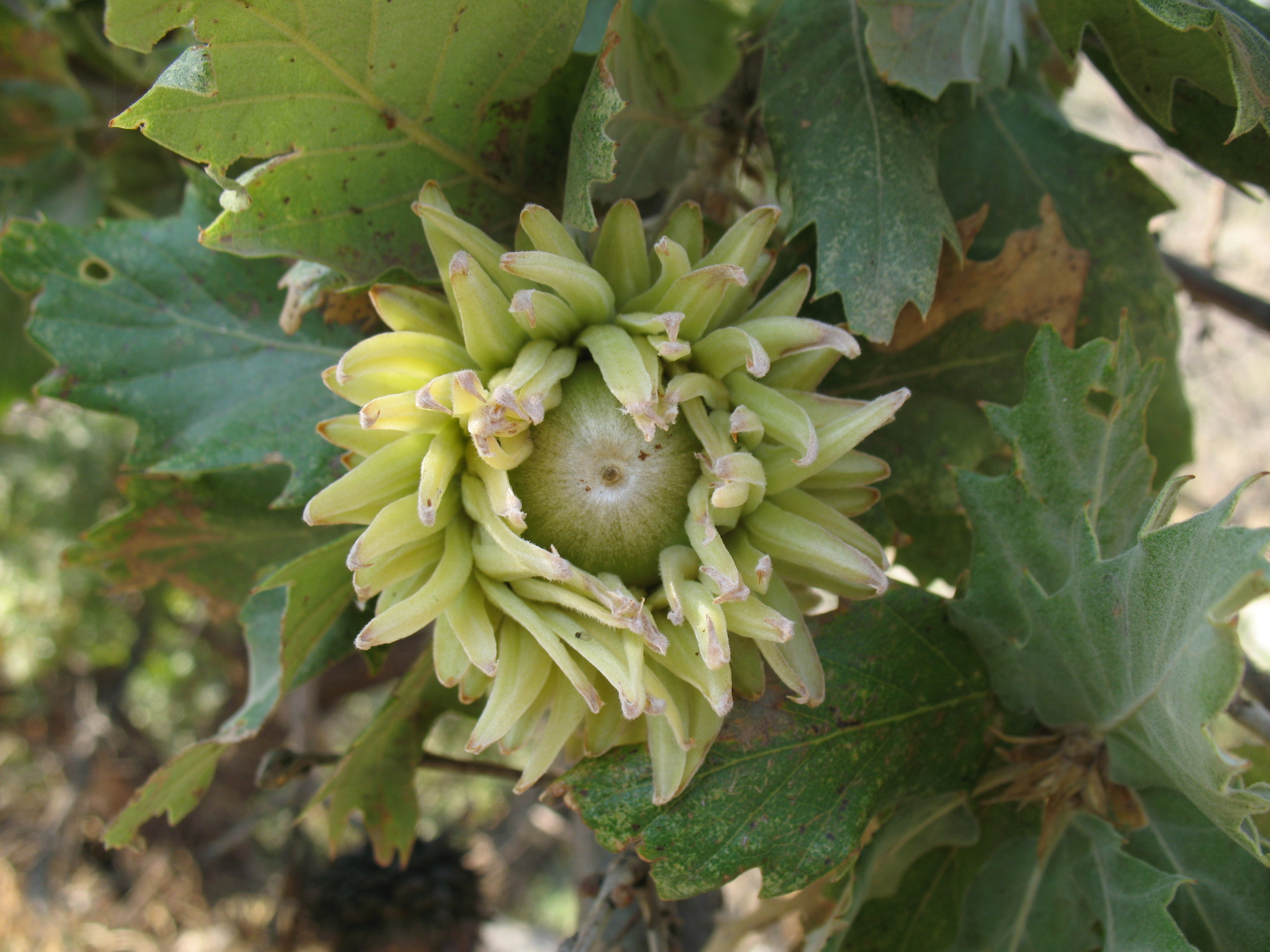
Жолудь Quercus ithaburensis subsp. macrolepis
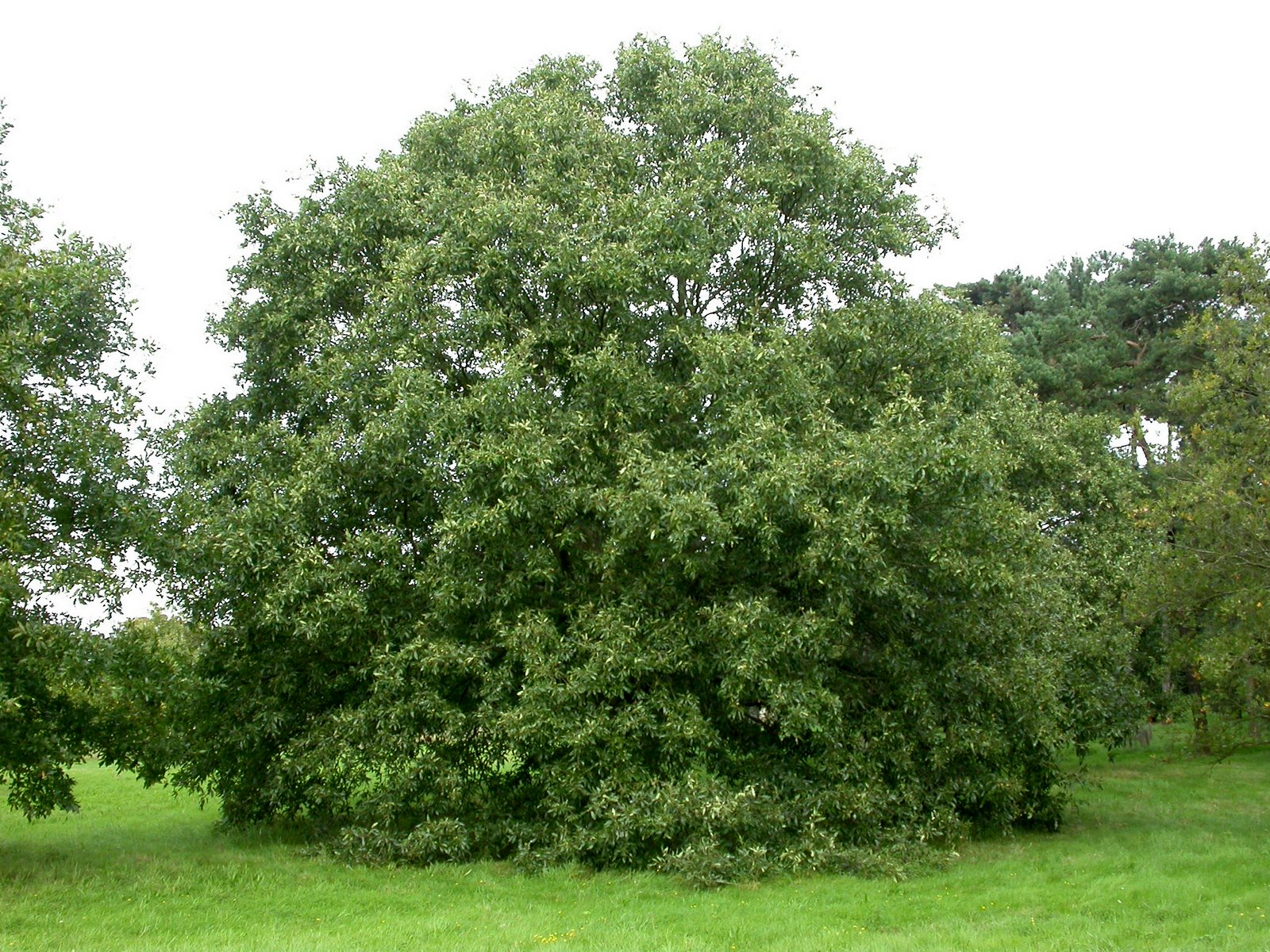
Quercus libani
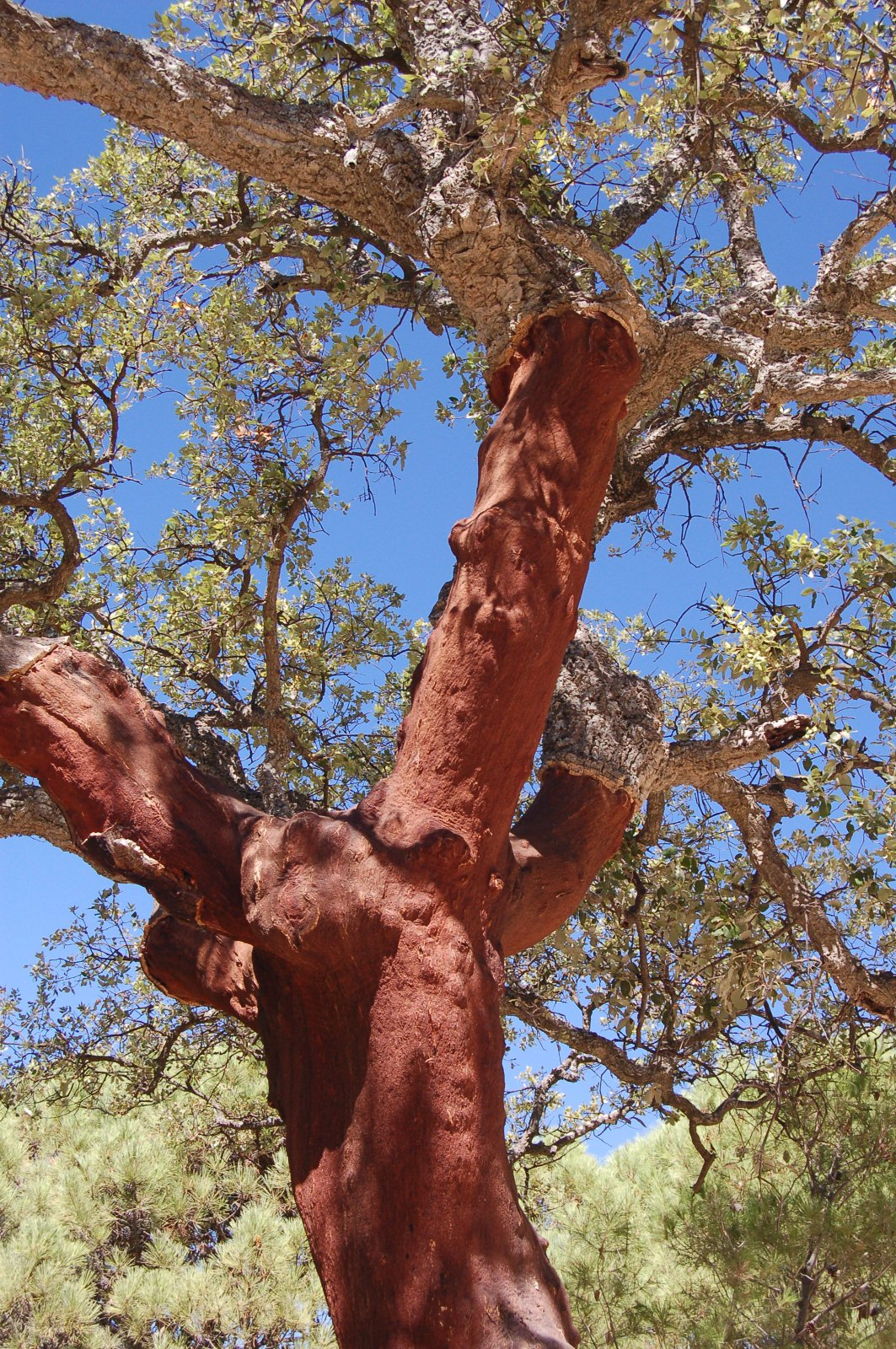
Стовбур Quercus suber, коркового дуба, після збору

## Збереження
Червоний список дубів 2020 року показує, що серед видів, оцінених у всіх восьми секціях роду Quercus, секції Cyclobalanopsis і Ilex мають найбільшу частку видів, віднесених до категорії «критично зникаючих», що представляє найвищий рівень загрози. Велика кількість секційних видів Cyclobalanopsis зустрічається в Китаї: флора Китаю стверджує, що 69 є місцевими для Китаю, з яких 43 є ендемічними. У Китаї найбільша кількість видів дуба, яким загрожує зникнення.